# Mohali (district)
Mohali (officieel: Sahibzada Ajit Singh Nagar (vaak afgekort tot S.A.S. Nagar) en in mindere mate ook bekend als Ajitgarh) is een district in de Indiase staat Punjab. Het district werd in 2006 gesticht; voordien was het gebied verdeeld onder de districten Patiala en Rupnagar.
De hoofdplaats van het district is Ajitgarh, dat tevens als Mohali of S.A.S. Nagar bekendstaat.

## Plaatsen in Mohali
- Ajitgarh
- Bhabat
- Bhankharpur
- Daon
- Dera Bassi
- Karoran
- Kharar (Mundi Kharar)
- Kurali
- Mattaur
- Mullanpur Garibdass
- Sohana
- Tewar (Tiaur)
- Zirakpur

Amritsar · Barnala · Bathinda · Faridkot · Fatehgarh Sahib · Fazilka · Firozpur · Gurdaspur · Hoshiarpur · Jalandhar · Kapurthala · Ludhiana · Mansa · Moga · Muktsar · Pathankot · Patiala · Rupnagar · Sahibzada Ajit Singh Nagar (Mohali) · Sangrur · Shahid Bhagat Singh Nagar · Tarn Taran